# جون ليندسي (لاعب كرة قدم بريطاني)
جون ليندسي (بالإنجليزية: John Lindsay)‏ (1862 في المملكة المتحدة - 1932) هو مدرب كرة قدم ولاعب كرة قدم بريطاني (وحمل سابقاً جنسية المملكة المتحدة لبريطانيا العظمى وأيرلندا) في مركز حراسة المرمى. شارك مع منتخب اسكتلندا لكرة القدم. أما مع النوادي، فقد لعب مع Renton F.C. ‏ وأكرينغتون.